# Ioan al III-lea al Suediei
Ioan al III-lea (suedeză Johan III, finlandeză Juhana III) (n. 20 decembrie 1537, Comuna Söderköping, Comitatul Östergötland, Suedia – d. 17 noiembrie 1592, Stockholm, Suedia) a fost rege al Suediei din 1568 până la moartea sa. A fost fiul regelui Gustav I al Suediei și a celei de-a doua soții a acestuia, Margaret Leijonhufvud. De asemenea, a fost conducător al Finlandei sub numele Ducele Ioan din 1556 până în 1563. În 1581 și-a asumat titlul de Mare Prinț al Finlandei.

## Biografie

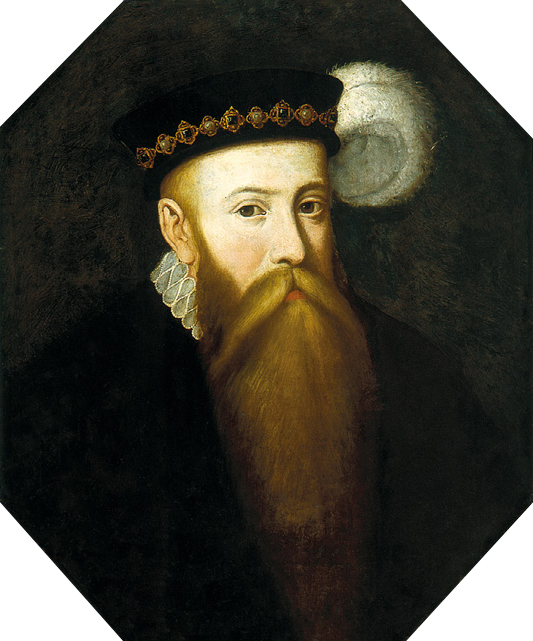
Ioan al III-lea de Peeter Danckers de Rij

A fost al doilea fiu al lui Gustav Vasa (1523–60). Mama lui a fost Margaret Leijonhufvud (1514–51), o nobilă suedeză. Ca Duce al Finlandei s-a opus fratelui său vitreg Eric al XIV-lea al Suediei (1560–68) și a fost arestat în 1563.
După eliberarea sa din închisoare, probabil din cauza nebuniei fratelui său, Ioan s-a alăturat din nou opoziției, l-a detronat pe Eric și s-a autoproclamat rege. Aliatul său important a fost unchiul său matern Sten Leijonhufvud, care pe patul de moarte a fost numit Conte de Raseborg. La scurtă vreme după aceasta, Ioan l-a executat pe consilierul cel mai de încredere al fratelui său, Jöran Persson, care a fost responsabil pentru tratament dur din timpul cât a fost închis.
Ioan a inițiat în continuare negocieri de pace cu Danemarca și Lübeck la sfârșitul războiului scandinav de șapte ani, dar a respins rezultatele tratatului de la Roskilde (1568), unde reprezentanții săi au acceptat cererile daneze. După doi ani de lupte, acest război a fost încheiat fără multe concesii suedeze prin Tratatul de la Stettin (1570). În urmatorii ani a luptat cu succes împotriva Rusiei în războiul livonian încheiat prin Tratatul de la Plussa în 1583, un război care a însemnat o recucerire suedeză asupra Narvei. Întreaga sa politică externă a fost afectată de legătura sa cu Polonia, unde fiul său cel mare Sigismund al III-lea Vasa a fost făcut rege în 1587.